# Arachnopeziza trabinelloides
Arachnopeziza trabinelloides är en svampart som först beskrevs av Rehm, och fick sitt nu gällande namn av Korf 1952. Arachnopeziza trabinelloides ingår i släktet Arachnopeziza och familjen Hyaloscyphaceae.   Inga underarter finns listade i Catalogue of Life.